# 11787 Baumanka
11787 Baumanka este un asteroid din centura principală de asteroizi.

## Descriere
11787 Baumanka este un asteroid din centura principală de asteroizi. A fost descoperit pe 19 august 1977 la Observatorul de Astrofizică din Crimeea de Nikolai Cernîh. Asteroidul prezintă o orbită caracterizată de o semiaxă mare de 2,66 ua, o excentricitate de 0,18 și o înclinație de 13,4° în raport cu ecliptica.